# Landschulheim Schloss Heessen
Das Landschulheim Schloss Heessen ist ein staatlich anerkanntes privates Gymnasium mit Internat im Hammer Stadtteil Heessen. Es wurde im Jahre 1957 gegründet und beherbergt etwa 300 Schülerinnen und Schüler. Der Sitz des Landschulheims ist Schloss Heessen, eine Schlossanlage an der Lippe. Die Schule ist seit ihrer Eröffnung koedukativ. 
Seit 2018 trägt das Landschulheim die Bezeichnung Schloss Heessen – Privates Gymnasium und Internat.

## Allgemeines
Das LSH wurde im Jahre 1957 als koedukatives privates Gymnasium mit Internat gegründet. Das LSH ist eine zweizügig aufgebaute verbindliche Ganztagsschule. Die zwei Klassen einer Jahrgangsstufe in der Unter- und Mittelstufe bestehen aus jeweils elf bis maximal 20 Schülern. In der Oberstufe (Jgst. 10–12) besuchen in der Regel acht bis zwölf Schüler die einzelnen Leistungskurse, pro Grundkurs sind es maximal 15. Die differenzierte Oberstufe ist in einem Erweiterungsbau untergebracht.
Das Schulgelände erstreckt sich auf einer Fläche von etwa elf Hektar.

## Internat
Das Internat beherbergt rund 100 Schülerinnen und Schüler auf Schloss Heessen. Die aktuell vier Quartiere des Internates befinden sich auf dem Gelände des Schlosses in den Bereichen Hauptschloss, Rentei, Torhaus und Neubau. 
Das LSH hat auch am Wochenende Betrieb. Internatsschüler stammen aus ganz Deutschland und auch aus dem Ausland, u. a. aus China, Russland, Österreich, Schweiz und Mexiko. 
Das Internat bietet zusammen mit der Schule verschiedene AGs und Freizeitaktivitäten, u. a. Fußball, Volleyball, Basketball, Rudern, Golfen, Bogenschießen, Fechten, Fitness, Schwimmen, Tauchen etc. Insgesamt werden bis zu 30 verschiedene AGs und Aktivitäten angeboten.

## Geschichte
Im Jahre 1957 wurde das Gymnasium Landschulheim Schloss Heessen von Arthur Theodor Gruelich gegründet. Arthur Theodor Gruelich, Pädagoge und Autor, wollte dabei eine Schule schaffen, die reformpädagogisch ausgerichtet ist, doch auch Disziplin und Respekt lehrt.
Am 2. Mai 1957 begann mit 48 Internatsschülern die Geschichte des Gymnasiums und Internats. Anfangs war die Schule nur einzügig eingestellt. Die Nachfrage nach Internatsplätzen stieg von Jahr zu Jahr, die Räume reichten nach kurzer Zeit bereits nicht mehr aus. Der Umbau von Teilen des Torhauses half nur wenig, da die Schulaufsichtsbehörde „ordentliche“ Schulräume für die Schule verlangte.
Im Jahre 1961 kam Elisabeth Kaiser zum Landschulheim Schloss Heessen, die die Schule pädagogisch reformierte. Sie unterstützte die Arbeit des Hauses mehr als 30 Jahre lang. In dieser Zeit wurde das Konzept der Ganztagsschule entwickelt, welches damals als pädagogisch revolutionär angesehen wurde.
Am 8. August 1967 starb der Gründer und Direktor der Schule, Arthur Theodor Gruelich.
Anfang der 1970er Jahre stand die Schule vor dem finanziellen Ruin, da Schulden aufgelaufen waren, die von den Beiträgen und Unterstützungen des Landes nicht bezahlt werden konnten. Im Jahre 1971 wurde der „Verein der Freunde und Förderer des Landschulheims Schloss Heessen e. V.“ gegründet, um für notwendige Investitionen zu sorgen. Im Jahre 1972 übernahm Theodor Sanders die Geschäftsleitung der Schule und strukturierte die Schule grundlegend um. Die Schule wuchs und erreichte einen ausgeglichenen Haushalt. Die Schulreform 1972 brachte die differenzierte Oberstufe mit sich. Um eine für die Schüler optimale Kursbreite zu bieten, musste die Schule zweizügig werden, durchgehend ab der Klasse 5.
Im Jahre 1995 hatte der Schulträgerverein die Idee, außerhalb des Schlosses das pädagogische Angebot umfassend zu erweitern. Kindergarten und Grundschule sollten als Angebote in Tagesbetreuung zur Verfügung stehen. Das Konzept sah vor, den Werdegang eines Kindes vom Kindergarten bis zum Gymnasium zu begleiten, um den Schülern schon vom Kindesalter an auf die akademische Laufbahn vorzubereiten. Die Verhandlungen mit den Eigentümern über neue Gebäude scheiterten jedoch.
Ab dem Jahre 2000 musste die Schule um ihren Standort bangen, da die Verträge der Familie Ketteler-Boeselager ausliefen. Im Jahre 2008 wurde der Standort Heessen für weitere 30 Jahre gesichert, der Standort bleibt bis mindestens 2038 erhalten. 2013 wurde der Erweiterungsbau als neues Oberstufenzentrum eröffnet.

## Schloss Heessen
Das Landschulheim Schloss Heessen ist unterteilt in fünf Gebäude. Das Hauptgebäude als größtes bietet neben großem und kleinem Speisesaal die Lehrerzimmer, Küche, Internetraum, das Getränkelager, Sekretariat, Schulräume und Wohnräume der Unter- und Mittelstufe der Jungen und Mädchen, ebenso die Kapelle.
Die Rentei wurde zu den Quartieren der Oberstufe der Jungen und zu Schulräumen umfunktioniert. Das hier befindliche sogenannte „Gewölbe“ ist eine hauseigene Bargaststätte, wo auch Feiern veranstaltet werden. Das Torhaus umfasst neben Quartiersräumen der Mädchen weitere Schulräume. Im Schulgebäude als neuestem Gebäude befanden sich ursprünglich Quartiersräume, diese dienen heute als Funktions- und Schulräume.
Das Oberstufenzentrum beherbergt die Oberstufe und liegt etwas separat vor der Schlossanlage. Hier befindet sich das Oberstufenquartier der Jungen und Klassenräume auf einer Fläche von 1600 m². Ebenfalls gibt es hier ein Café, eine Bibliothek, ein Lehrerzimmer und verschiedene Räumlichkeiten, wo Schüler lernen und entspannen können. Der Neubau wurde im Jahr 2013 eingeweiht.
Des Weiteren gibt es ein Teehaus, eine Insel mit einer Waldfläche, einen Volleyballplatz, ein Afrikahaus (unbenutzt) und einen Rosengarten.

## Träger
Träger der Schule Schloss Heessen ist der „Landschulheim Schloss Heessen e. V.“ (gemeinnützig). Die Schule befindet sich nicht in öffentlicher Hand. Der Verein verwaltet und unterhält die Schule, das Internat und die Schlossanlage. Der Trägerverein finanziert sich wesentlich durch Erziehungsbeiträge, aber auch durch Zuschüsse des Landes Nordrhein-Westfalen. Der Vorstand des Landschulheim Schloss Heessen e. V. ist höchstes Verwaltungsorgan. Es werden auch Stipendien angeboten.

## Abschlüsse
Das Landschulheim Schloss Heessen ist ein staatlich anerkanntes Gymnasium, an dem das deutsche Abitur (allgemeine Hochschulreife) abgelegt werden kann. Weitere Abschlüsse der Sekundarstufe I sind: Hauptschulabschluss, Realschulabschluss, Fachoberschulreife. In der Sekundarstufe II kann des Weiteren die Fachhochschulreife abgelegt werden. Alle Abschlüsse, die im LSH erworben werden, sind staatlich anerkannt.

## Förderverein
Der gemeinnützige „Verein der Freunde und Förderer des Landschulheims Schloss Heessen e. V.“ wurde 1971 von Eltern und Ehemaligen gegründet, um die pädagogische Arbeit und das kulturelle Leben am LSH zu fördern und zu unterstützen. Dies geschieht u. a. durch Investitionen in Schule und Internat, Spenden für besondere Einzelveranstaltungen oder die Übernahme von Stipendien für förderungswürdige, bedürftige Kinder.

## Soziales Engagement
Das LSH unterstützt und fördert soziale Projekte. Das besondere Engagement des Landschulheims Schloss Heessen gilt dem „Westfalia Kinderdorf“ in Cieneguilla, Peru, einem Projekt des Internationalen Verbandes Westfälischer Kinderdörfer e. V. (IVWK). Ebenfalls unterstützt es das Seniorenstift St. Stephanus. Schülerinnen und Schüler nehmen regelmäßig an sozialen Projekten teil.
Das LSH ist das erste Traditionsinternat, das in Deutschland Flüchtlinge aufgenommen hat. Seit Ende September beheimatet die Schule 18 unbegleitete männliche Flüchtlinge.

## Weiteres
Die Schule hat ein Alumni-Netzwerk mit über 2200 Schülern weltweit und veranstaltet ca. alle fünf Jahre ein „Altheessenertreffen“.
Das LSH bietet die Möglichkeit verschiedene internationale Sprachzertifikate und Zusatzqualifikationen zu erwerben. Ebenfalls bietet es mehr als 30 verschiedene Freizeitaktivitäten und AGs sowie Rhetorikseminare an. Es werden vielfältige Fahrten und Exkursionen, wie ein Austausch mit Brisbane (Australien), angeboten. RTL hat eine Dokumentation über das Schloss gedreht. Die Schule pflegt Partnerschaften mit dem St. Peters Lutheran College und verschiedenen Hammer Hochschulen (SRH, Fachhochschule Hamm Lippstadt).